# Cervandonita-(Ce)
La cervandonita-(Ce) és un mineral de la classe dels silicats. Rep el nom de la serralada Cervandone, a la frontera italo-suïssa, on es troba la localitat tipus per aquesta espècie.

## Característiques
La cervandonita-(Ce) és un silicat de fórmula química (Ce,Nd,La)(Fe3+,Fe2+,Ti,Al)₃O₂(Si₂O₇)(As3+O₃)(OH). Cristal·litza en el sistema trigonal. La seva duresa a l'escala de Mohs és 5.
Segons la classificació de Nickel-Strunz, la cervandonita-(Ce) pertany a «09.BE - Estructures de sorosilicats, amb grups Si₂O₇, amb anions addicionals; cations en coordinació octaèdrica [6] i major coordinació» juntament amb els següents minerals: wadsleyita, hennomartinita, lawsonita, noelbensonita, itoigawaïta, ilvaïta, manganilvaïta, suolunita, jaffeïta, fresnoïta, baghdadita, burpalita, cuspidina, hiortdahlita, janhaugita, låvenita, niocalita, normandita, wöhlerita, hiortdahlita I, marianoïta, mosandrita, nacareniobsita-(Ce), götzenita, hainita, rosenbuschita, kochita, dovyrenita, baritolamprofil·lita, ericssonita, lamprofil·lita, ericssonita-2O, seidozerita, nabalamprofil·lita, grenmarita, schüllerita, lileyita, murmanita, epistolita, lomonossovita, vuonnemita, sobolevita, innelita, fosfoinnelita, yoshimuraïta, quadrufita, polifita, bornemanita, xkatulkalita, bafertisita, hejtmanita, bykovaïta, nechelyustovita, delindeïta, bussenita, jinshajiangita, perraultita, surkhobita, karnasurtita-(Ce), perrierita-(Ce), estronciochevkinita, chevkinita-(Ce), poliakovita-(Ce), rengeïta, matsubaraïta, dingdaohengita-(Ce), maoniupingita-(Ce), perrierita-(La), hezuolinita, fersmanita, belkovita, nasonita, kentrolita, melanotequita, til·leyita, kil·lalaïta, stavelotita-(La), biraïta-(Ce) i batisivita.

## Formació i jaciments
Va ser descoberta a la localitat de Baceno, a la província de Verbano-Cusio-Ossola (Piemont, Itàlia). També ha estat descrita a l'altre costat de la serralada, dins territori suís, a la mina Berezitovy, dins l'óblast de l'Amur (Rússia), i a Fuerteventura (Canàries, Espanya). Aquests indrets són els únics de tot el planeta on ha estat descrita aquesta espècie mineral.